# جانيت غيليز
جانيت غيليز (بالإنجليزية: Janet Gillies)‏ هي ممرضة نيوزيلندية، ولدت في 31 يناير 1864، وتوفيت في 24 يوليو 1947.